# 京都議定書目標達成計画
京都議定書目標達成計画（きょうとぎていしょもくひょうたっせいけいかく、英：Kyoto Protocol Target Achievement Plan）は、京都議定書で日本に課せられた温室効果ガスの6%削減を達成するために必要な措置を計画・立案したものである。

## 背景
- 1990年、地球温暖化防止行動計画 - 政府が温暖化対策を総合的・計画的に推進していくための方針と今後取り組むべき対策の全体像を明らかにした
- 1997年、京都議定書が採択 - 温室効果ガス削減に向けた取り組みが、地球規模で行われることになる
- 1997年、首相官邸に地球温暖化対策推進本部を設置
- 1998年、地球温暖化対策の推進に関する法律制定 - 法的な実効性を持った方針、対策、国・地方公共団体・事業者及び国民の責務が定められる
- 1998年、地球温暖化対策推進大綱 - 「地球温暖化対策推進本部」は、緊急に推進すべき地球温暖化対策をまとめた
- 1999年、地球温暖化対策に関する基本方針（答申） - 有識者による中央環境審議会が作った実行計画
- 2002年、『地球温暖化対策推進大綱』改定

京都議定書締結に向けた、国内体制の整備のため
- 2002年、『地球温暖化対策の推進に関する法律』改正

京都議定書締結に向けた、国内体制の整備のため
- 『京都議定書』が発効した際に京都議定書目標達成計画を策定することが盛り込まれる
- 2002年、『京都議定書』が国会で承認
- 2005年、『京都議定書』発効
- 2005年、京都議定書目標達成計画が閣議決定 - 地球温暖化防止行動計画、地球温暖化対策に関する基本方針、地球温暖化対策推進大綱を引き継ぎ策定
- 2008年、京都議定書目標達成計画の全体を改定

## 根拠となる法律
- 『地球温暖化対策の推進に関する法律』(1998年法律第117号)

「京都議定書」発効の際に、「京都議定書目標達成計画」を定めることが決められていた。

## 地球温暖化対策の基本的方向
- 京都議定書の6%削減約束の確実な達成
- 地球温暖化対策の基本的考え方（6点）

## 目標値
それぞれのガスごとに削減目標を定めている。
基準年は1990年度（代替フロンについては1995年）。また、二酸化炭素（CO2）以外の排出量は、地球温暖化係数をもとにしたCO2換算である。
（各目標値は平成20年3月28日全部改定された計画に記載された値、（）内数値は2010年時点の排出量目標値・CO2百万トン換算）
エネルギー消費に関係する二酸化炭素排出量の削減 +1.3~2.3% (1,076~1,089)
主に省エネ法の実施による削減を見込んでいる。
非エネルギー起源二酸化炭素排出量の削減 -0.0% (85)
二酸化炭素はセメント製造など工業製品の加工段階から排出されるものがあるが、混合セメントの利用などにより削減する計画を立てている。
メタン・亜酸化窒素の排出抑制 -0.9% (23)、-0.6% (25)
廃棄物・下水汚泥などが主な排出源になっており、これらの排出抑制や処理方法の変更などによる削減が想定されている。
代替フロンの排出抑制 -1.6% (31)
冷媒用途が主になっており、産業界の計画的な取り組みに任されている状況である。
森林による吸収源の確保 -3.8% (-48)
管理された森林の成長による二酸化炭素の固定効果を見込むものであり、削減リストの中で最も高いウェイトを占める。具体的には、次の森林を確保することとしている。
- 1990年以降、適切な森林施業（植栽、下刈、除伐・間伐等の行為）が行われている森林
- 法令等に基づき伐採・転用規制等の保護・保全措置がとられている森林

林野庁ではこの削減を達成するために、例えば間伐については平成19〜24年の 6年間に 330万ha で実施することとしている。この面積は日本全国の総森林面積の 13.3% に当たる。
排出量取引、技術供与による削減 -1.6% (-20)
削減約束に相当する排出量と実際の温室効果ガスの排出量（温室効果ガス吸収量控除後の排出量）との差分については、京都メカニズムを活用する。

## 対策と施策
- 国、地方公共団体、事業者、国民それぞれの役割を規定
- 地球温暖化対策と施策を提示

## 地球温暖化対策の持続的な推進
- 地球温暖化対策推進本部による毎年の進捗点検

## 目標達成計画のその後
2012年に地球温暖化対策の推進に関する法律が改正され、2013年以降の温暖化対策に関する計画は「地球温暖化対策計画」と呼称されることとなった。